# Leptolalax kajangensis
Leptolalax kajangensis là một loài lưỡng cư thuộc họ Megophryidae. Chúng là loài đặc hữu của Malaysia.
Các môi trường sống tự nhiên của chúng là sông và hang.